# Symfonia pożegnalna

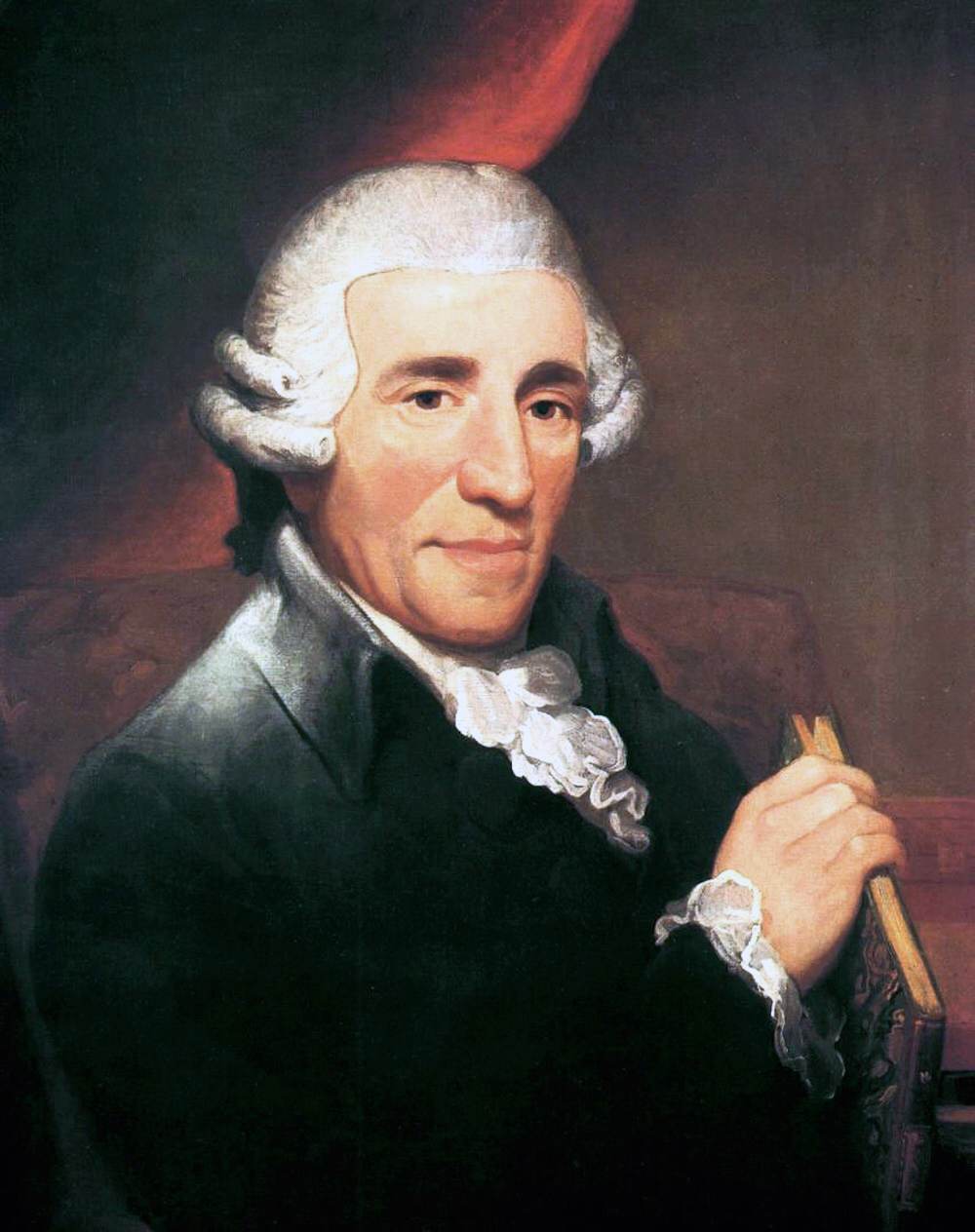
Joseph Haydn

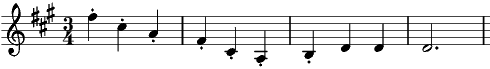
Temat pierwszej części symfonii

Symfonia pożegnalna (niem. Abschieds-Sinfonie) – symfonia nr 45 fis-moll Josepha Haydna napisana w 1772 roku.

## Charakterystyka
Dzieło to wyróżnia się w twórczości Haydna z dwóch powodów. Po pierwsze pod względem wyrazowym i formalnym. Symfonia powstała w okresie, kiedy sytuacja materialna kompozytora była już ustabilizowana. Haydn od 1761 roku pracował na dworze książąt Esterházych jako wicekapelmistrz, od 1766 jako kapelmistrz. Kompozytor mógł wtedy ograniczyć ilość komponowanych symfonii i skupić swoją uwagę na ich jakości. W latach 1766–69 stopniowo orkiestra dworska księcia Mikołaja przeniosła się z Eisenstadt do Fertőd. Kompozytor zmienił miejsce zamieszkania, przeniósł się z miasta na wieś. Między innymi ta zmiana w życiu Haydna zdecydowała o zwrocie wyrazu jego utworów z lat 70. Zmiana ta polegała z jednej strony na uproszczeniu języka muzycznego, „powrotu do natury” – z drugiej strony do nadania mu cech bardziej emocjonalnych (Empfindsamer Stil), czasem wręcz dramatycznych (Sturm und Drang). I tak Symfonia o numerze 45 w katalogu Hobokena charakteryzuje się z jednej strony skromną orkiestracją, wyjątkowo krótką repryzą allegra – z drugiej ciemnym kolorytem pierwszej części i nietypową, wręcz śmiałą na tamte czasy tonacją podstawową fis-moll.
Po drugie zwraca na siebie finał Symfonii, czy właściwie jej koda (Adagio). Poszczególne instrumenty wyłączają się po kolei z gry, a dzieło kończą pianissimo jedynie pierwsze i drugie skrzypce, a nie – jak było przyjęte – orkiestra tutti. Impulsem do takiego śmiałego posunięcia była sytuacja, którą przywołuje jeden z pierwszych biografów Haydna, Georg August Griesinger. Książęca kapela koncertowała latem w ukochanym pałacu księcia Mikołaja w Fertőd, zimą zaś wracała do Eisenstadt. Muzycy zatrudnieni w zespole byli dość dobrze opłacani, ale nie mieli prawa sprowadzać do Fertőd rodzin (poza kapelmistrzem i trzema najwybitniejszymi instrumentalistami i śpiewakami), przez co większą część roku byli praktycznie od nich odcięci. Kiedy książę jesienią 1772 roku przeciągał dzień powrotu do Eisenstadt, zniecierpliwieni muzycy poprosili kompozytora o pomoc. Haydn, który wiele razy wstawiał się za swoimi muzykami u księcia, tym razem postanowił przekonać go pantomimą. W kodzie finału Symfonii, rozwlekłym adagio kolejne instrumenty kończą grę. Muzycy kolejno gasili świece, składali nuty i z instrumentem pod pachą wychodzili. Książę Miklós József Esterházy, wielki miłośnik muzyki docenił tę pięknie ujętą sugestię i następnego dnia pozwolił muzykom na opuszczenie pałacu.

## Podział
1. Allegro assai (fis-moll)
2. Adagio (A-dur)
3. Menuet: Allegretto (Fis-dur [sic!])
4. Finał: Presto - Adagio (fis-moll - A-dur)

## Skład orkiestry
- 2 oboje
- fagot
- 2 rogi
- smyczkowe
  - skrzypce
  - altówki
  - wiolonczele
  - kontrabas